# Каньков, Олег Гиниятуллович
Олег Гиниятуллович Каньков (род. 7 августа 1963 года) — российский политик, представитель от исполнительного органа государственной власти Иркутской области в Совете Федерации ФС РФ (2012—2015), член Комитета Совета Федерации по аграрно-продовольственной политике и природопользованию.

## Биография
Олег Каньков родился 7 августа 1963 года в посёлке Бохан. В 1990 году окончил Российский государственный торгово-экономический университет по специальности экономист.
Своё первое производственное предприятие зарегистрировал в 1991 году. С 1993 года генеральный директор ОАО «Тихвинская площадь». В 1995 назначен президентом компании АКЗТ «Демм Трейдинг». В 1997 стал трудиться на должности генерального директора ЗАО «Сибирская Лесная Компания». Предприятие обеспечивало техникой и ГСМ леспромхозы Братского лесопромышленного комплекса. С 2002 по 2006 годы работал генеральным директором ЗАО «РОСКО» (новое наименование компании: ЗАО «Торговый Дом Илим-РОСКО»). В это же время - заместитель генерального директора – директор представительства в Иркутске ЗАО «Илим Палп Энтерпрайз».
До 2012 года возглавлял совет директоров ЗАО «Торговый Дом Илим-РОСКО».
В 2005–2006 был участником группы по подготовке объединения Иркутской области и Усть-Ордынского Бурятского автономного округа. С 27 июля 2006 по 9 февраля 2007 – первый заместитель главы администрации Усть-Ордынского Бурятского автономного округа. 7 августа 2006 стал исполнять обязанности главы администрации.
В 2003 стал членом ВПП «Единая Россия». С 2004 по 2010 входил в состав президиума регионального политсовета Иркутского отделения «Единой России», с 2006 по 2009 являлся первым заместителем секретаря регионального политсовета.
12 октября 2008 избран депутатом Законодательного Собрания Иркутской области 1-го созыва (2008–2013) по четырехмандатному избирательному округу №21. Являлся заместителем председателя комитета по социально-культурному законодательству. Депутатскую деятельность осуществлял  на неосвобожденной основе.
Администрацией Иркутской области в сентябре 2012 года делегирован в Совет Федерации. Полномочия завершены в октябре 2015 года. На протяжении трёх лет работы в Совете Федерации был членом Комитета по аграрно-продовольственной политике и природопользованию.
В 2016 году баллотировался в Государственную думу Федерального собрания Российской Федерации VII созыва по Иркутскому одномандатному избирательному округу № 93 (Иркутская область) проиграл выборы Михаилу Викторовичу Щапову.
Имеет четверых детей. Женат.

## Награды
Неоднократно награждался грамотами и благодарностями Губернатора Иркутской области, областной избирательной комиссии, Министерства по физической культуре, спорту и молодежной политики Иркутской области, ряда муниципалитетов региона, ВПП «Единая Россия», ООО ВСМС, Общественной палаты Иркутской области, Областного совета ветеранов и др.